# A914 road
Die A914 road ist eine A-Straße in der schottischen Council Area Fife.

## Verlauf
Die Straße beginnt an einem Kreisverkehr entlang der A92 (Dunfermline–Stonehaven) wenige hundert Meter südlich von Newport-on-Tay. Sie führt zunächst in südsüdöstlicher Richtung durch eine dünnbesiedelte Region von Fife. Nach 4,5 km erreicht die A914 das Dorf St. Michaels, wo die aus Guardbridge kommende A919 einmündet. Die Straße führt fortan nach Südwesten und tangiert die Ortschaft Balmullo, bevor sie in die A91 einmündet und auf einer Strecke von rund fünf Kilometern zusammen mit dieser geführt wird.
Dairsie durchquerend wird schließlich Cupar erreicht, wo die A914 den Eden querend nach Südwesten abzweigt. Am Südrand von Cupar zweigt die A916 (nach Windygates) ab. Grob dem Lauf des Eden folgend erreicht die A914 schließlich Muirhead. Wenige hundert Meter südwestlich der Ortschaft mündet sie nach einer Gesamtstrecke von 29,8 km an einem Kreisverkehr wieder in die A92 ein. Am selben Kreisverkehr endet auch die aus Perth kommende A912.